# Trial by Fire: Live in Leningrad
Trial by Fire: Live in Leningrad es el primer álbum en vivo del guitarrista sueco Yngwie Malmsteen, publicado el 12 de octubre de 1989 por Polydor Records. El disco alcanzó la posición n.º 31 en la lista de éxitos de álbumes en Suecia y la n.º 128 en la lista estadounidense Billboard 200. Un vídeo en VHS del concierto fue publicado el 1 de julio de 1991 por PolyGram Video. La edición en DVD salió al mercado el 12 de diciembre de 2006 a través del sello Universal Music.

## Lista de canciones
Todas las canciones compuestas por Yngwie J. Malmsteen, excepto donde se indique lo contrario.
1. "Liar" – 3:56
2. "Queen in Love" – 3:55
3. "Déjà Vu" (Joe Lynn Turner, Malmsteen) – 4:05
4. "Far Beyond The Sun" – 8:17
5. "Heaven Tonight" (Turner, Malmsteen) – 4:27
6. "Dreaming (Tell Me)" (Turner, Malmsteen) – 6:34
7. "You Don't Remember I'll Never Forget" – 6:04
8. "Guitar Solo (Trilogy Suite Op: 5...)" – 10:16
9. "Crystal Ball" (Malmsteen, Turner) – 6:03
10. "Black Star" – 6:09
11. "Spanish Castle Magic" (Jimi Hendrix) – 6:44

### Edición en vídeo
1. "Intro - Heaven Tonight"
2. "Rising Force"
3. "Liar"
4. "Queen In Love"
5. "Deja Vu"
6. "You Don't Remember, I'll Never Forget"
7. "Crystal Ball"
8. "Far Beyond the Sun"
9. "Dreaming (Tell Me)"
10. "Fury"
11. "Guitar Solo (Trilogy Suite Op. 5 / Spasebo Blues)"
12. "Heaven Tonight"
13. "Riot in the Dungeons"
14. "Black Star"
15. "Spanish Castle Magic"
16. "Títulos finales (Heaven Tonight)"

## Créditos
- Yngwie J. Malmsteen: Guitarras eléctricas, acústicas y pedales de bajos, voces
- Joe Lynn Turner: Voces
- Barry Dunaway: Bajo
- Jens Johansson: Teclados
- Anders Johansson: Batería